# Tercera revolució industrial

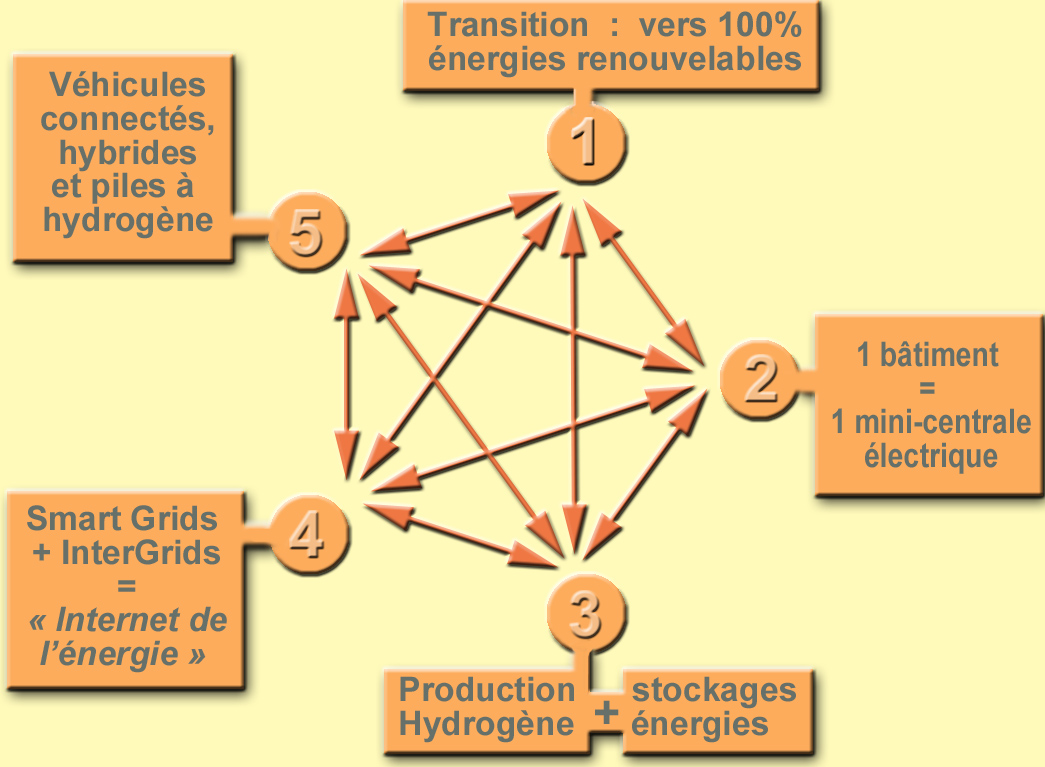
Els 5 pilars de la Tercera Revolució Industrial. El futur escenari plantejat per l'anomenat Negawat utilitzarà un emmagatzematge tampó d'energia a través de metà injectat en dipòsits subterranis ia través d'energia aportada a la pròpia xarxa. També serà possible enriquir el gas injectat com a reserva amb hidrogen pur.

La tercera revolució industrial, tercera revolució cientificotècnica o revolució de la intel·ligència (RCT), és un concepte i una visió esbossats per Jeremy Rifkin i avalats pel Parlament Europeu, en una declaració formal aprovada al juny de 2006. Al llarg de la història, les transformacions econòmiques ocorren quan convergeixen les noves tecnologies de la comunicació amb els nous sistemes d'energia. Les noves formes de comunicació es converteixen en el mitjà d'organització i gestió que les civilitzacions més complexes han fet possible mitjançant les noves fonts d'energia. La conjunció de la tecnologia de comunicació d'Internet i les energies renovables al segle XXI està donant lloc a la denominada tercera revolució industrial

## Visió general
La també anomenada Tercera Revolució Tecnològica, estaria caracteritzada per:
1. El canvi a energia renovable 100%.
2. La conversió d'edificis en plantes d'energia.[2]
3. Les bateries recarregables, l'hidrogen, i unes altres tecnologies d'emmagatzematge d'energia.
4. Tecnologia smart grid o de xarxa de distribució d'energia elèctrica -intel·ligent-.
5. Transport basat en el vehicle elèctric (vehicles tot-elèctrics, híbrids endollables o híbrids elèctrics regulars) i de piles de combustible, utilitzant com a energia de propulsió l'electricitat renovable.[3]

## Característiques de la Primera i Segona Revolucions Industrials
La Revolució Industrial va ser inicialment impulsada i promoguda per la màquina de vapor; la seva introducció en la indústria va transformar el mitjà en l'eina que va desenvolupar i va consolidar l'anomenada Primera Revolució Industrial.
En la primera dècada del segle xx, l'energia elèctrica va convergir amb el motor de combustió interna, propulsada per combustibles fòssils, principalment de derivats del petroli, donant lloc a la denominada Segona Revolució Industrial. L'electrificació de les fàbriques va iniciar llavors l'era de la producció massiva de béns manufacturats, sent el més important d'ells l'automòbil. Henry Ford va començar a produir en massa el cotxe de motor de gasolina Modelo T, alterant la dinàmica espacial i temporal de la societat, sense perjudici de la falta de sostenibilitat que anava a ocasionar el transport individual mitjançant motor de combustió.

## Galeria

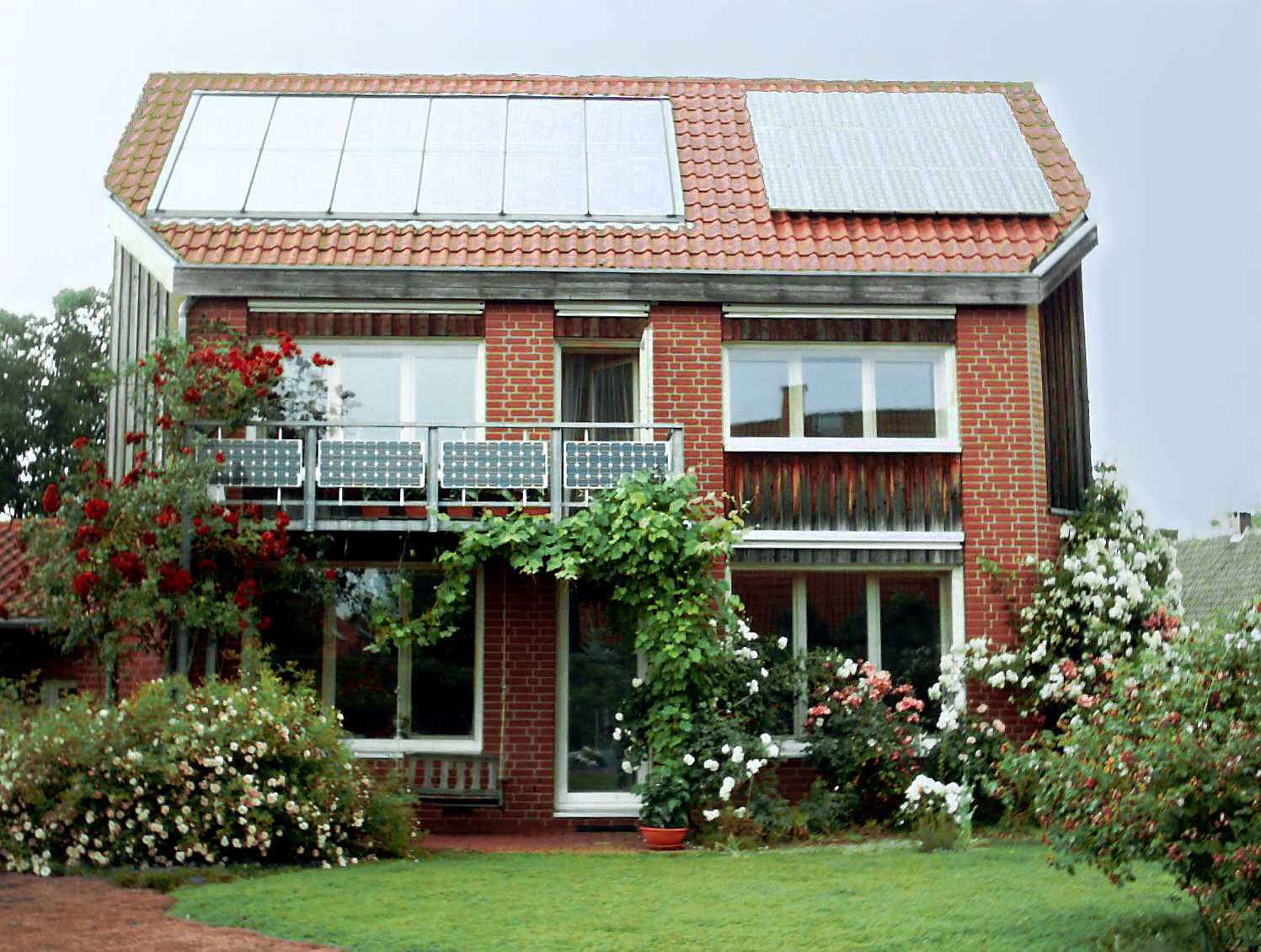
Casa d'energia zero a Baixa Saxònia, Alemanya
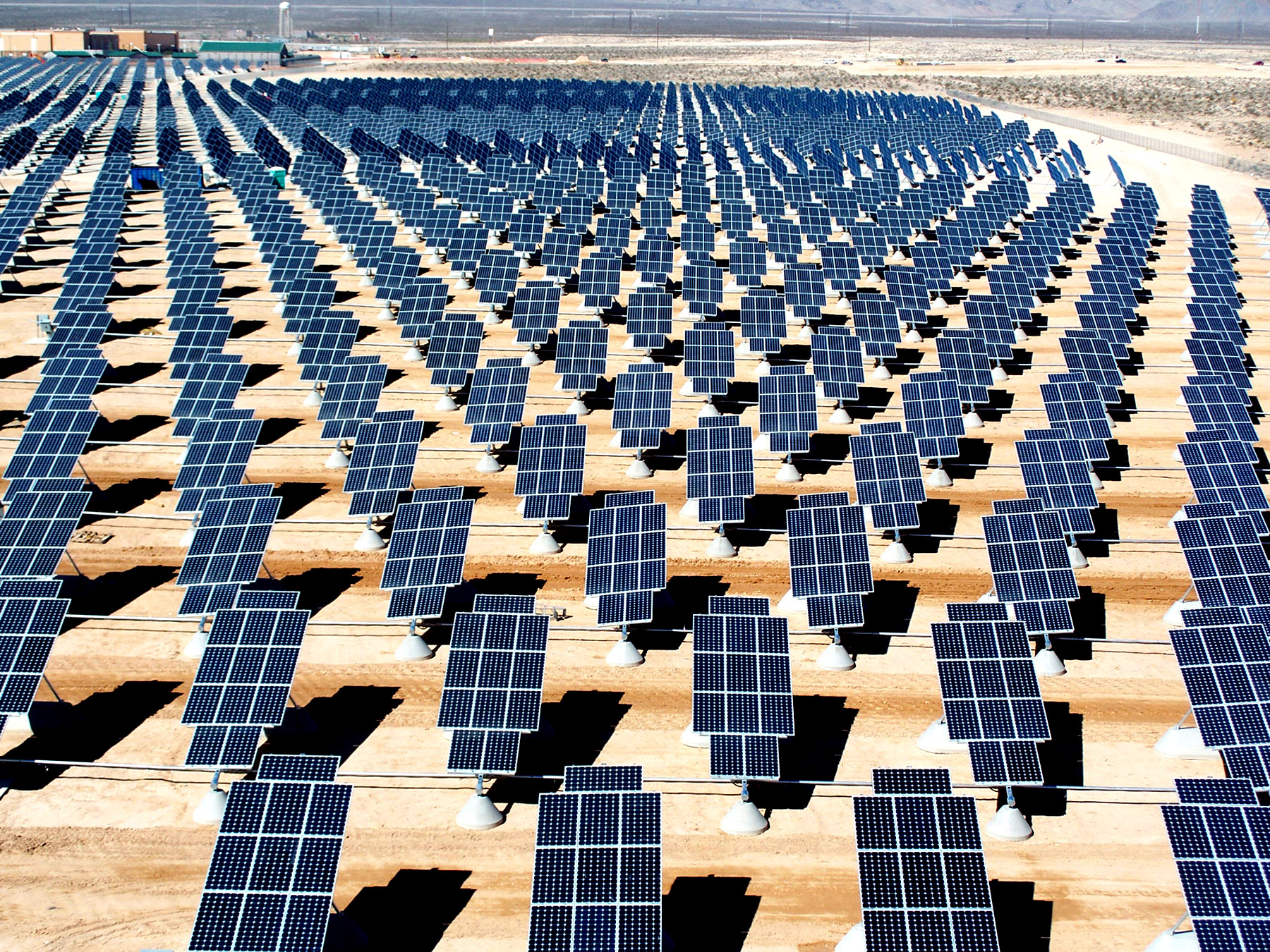
Planta d'energia solar de la Força Aèria dels Estats Units
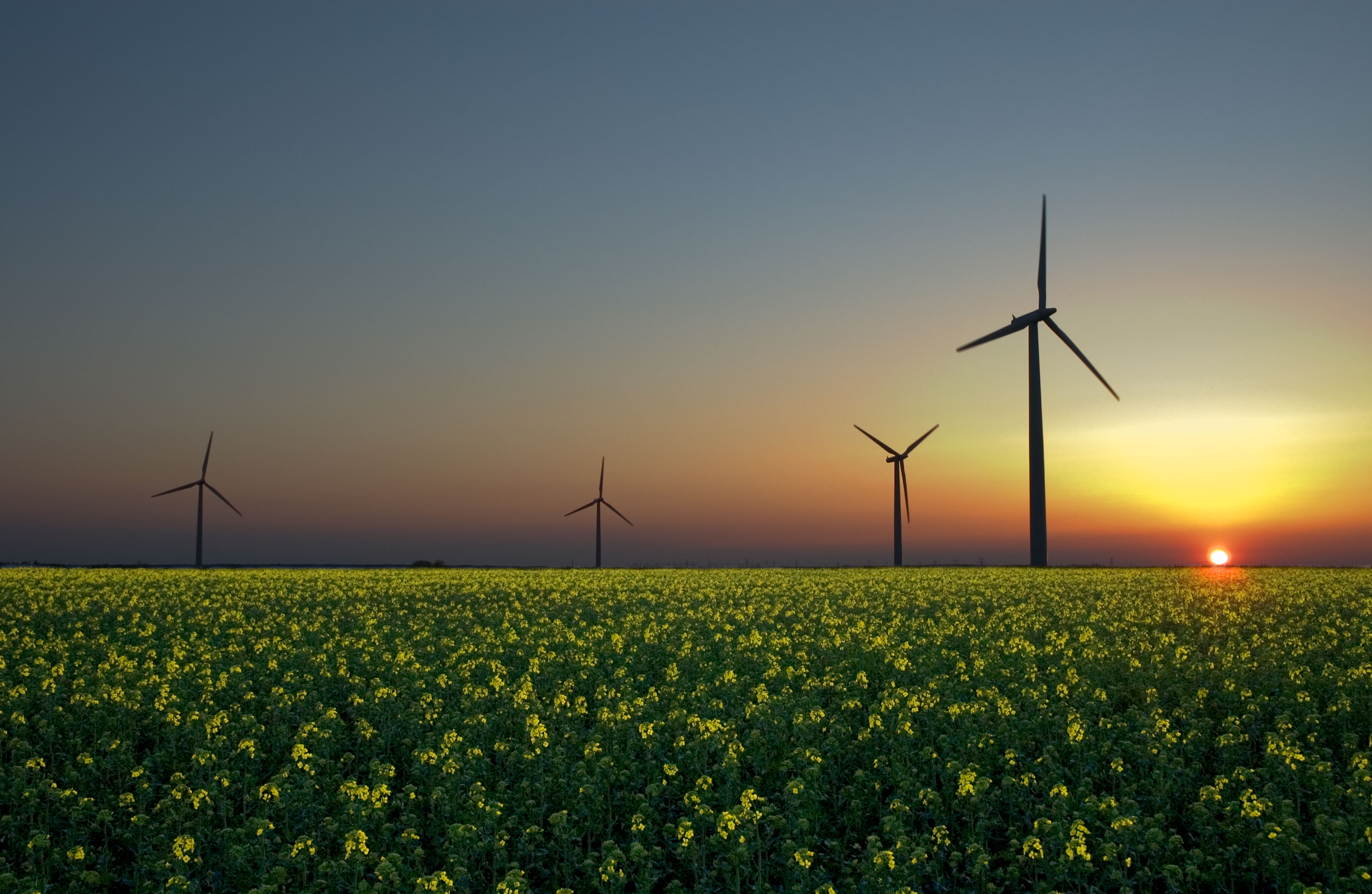
Aerogeneradors en un camp de colza, a Sandesneben, Alemanya
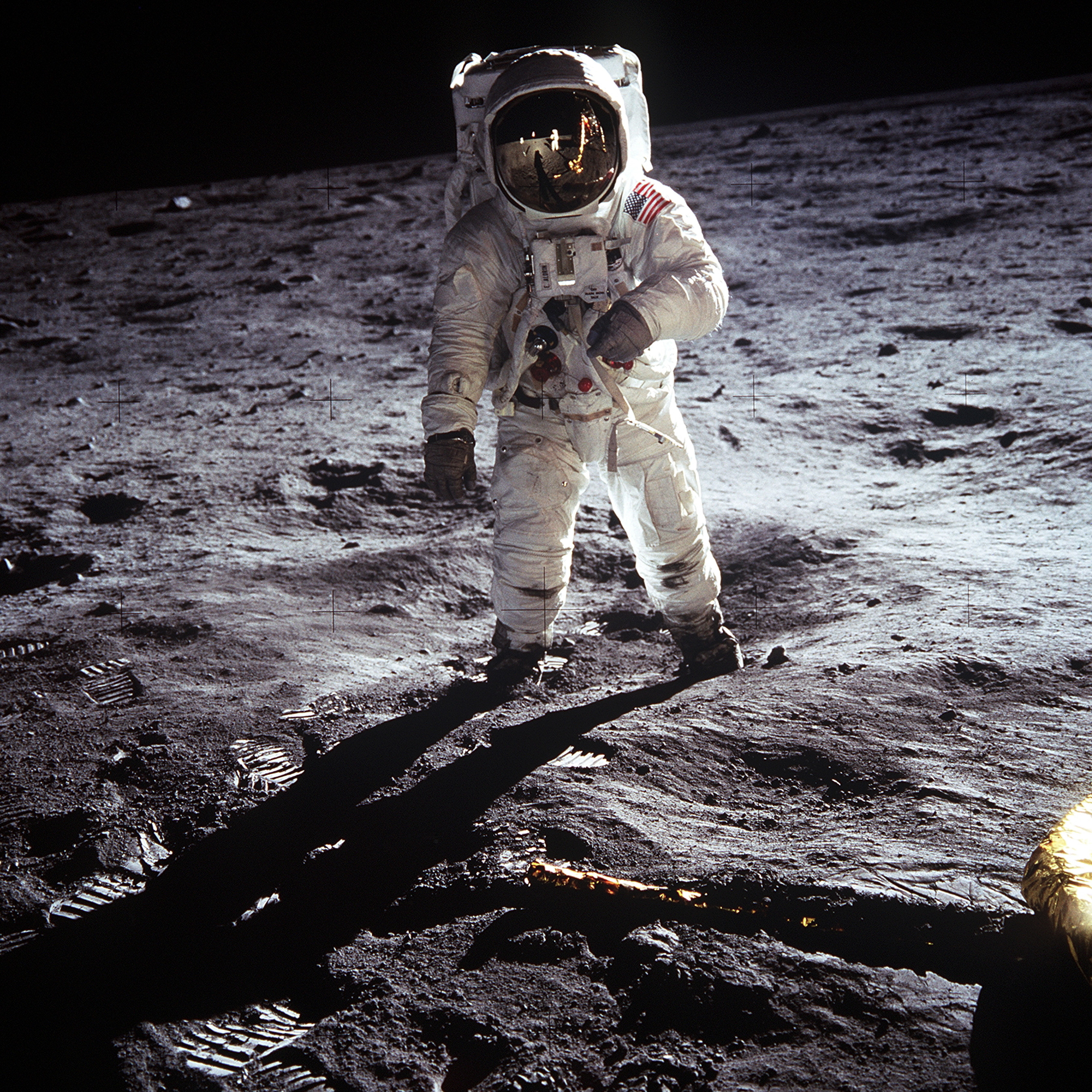
Gesta tecnològica, Buzz Aldrin caminant per la Lluna, juliol de 1969
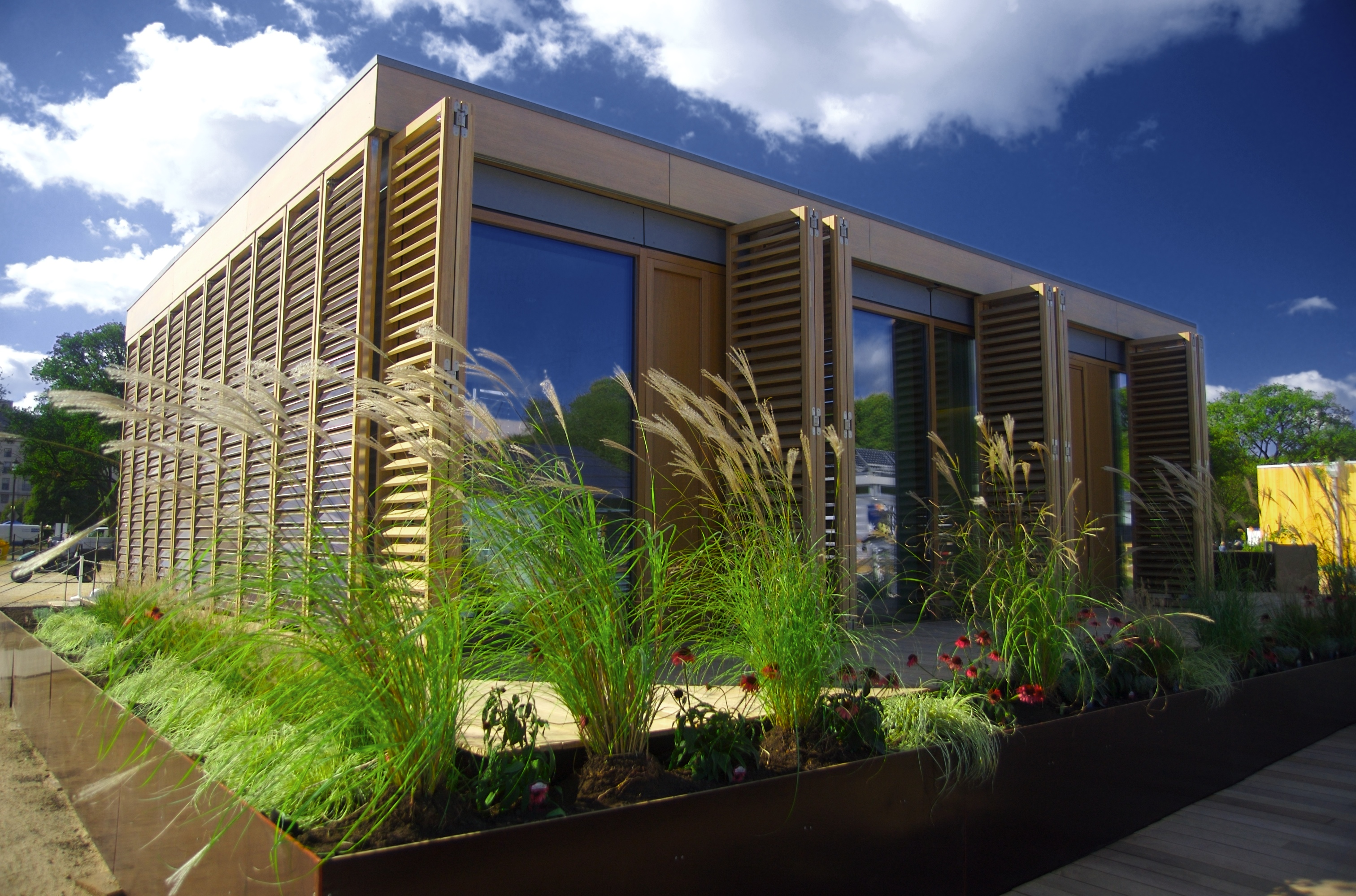
Casa solar passiva dissenyada per a climes subtropicals humits